# JAM Project
JAM Project為日本的動畫歌曲演唱團體，全名為Japan Animationsong Makers Project（日本動畫歌曲振興計畫）。早期為Victor Entertainment所屬，現為Lantis旗下的團體。JAM Project是由於水木一郎說出「即使邁向21世紀，仍要留下傑出不朽的動畫歌魂」而組成的團體。組成的背景則為水木覺得「現在的動畫、電玩的主題曲，由有話題性的藝人所擔任是會令人起疑竇的」（歌曲沒有靈魂、不純正）。

## 簡介
2000年7月17日，JAM Project在澀谷的Egg-man裡舉行記者招待會並宣佈成立該組合。其後在2000年7月24日推出了第一張名為《疾風になれ！／CRAZY REVOLUTION》（為OVA《極速戰警》的片頭曲和插入曲）的單曲CD。至今累積推出超過58張單曲CD、13張專輯CD，及先後舉辦過多次大型演唱會。
JAM Project的成員在歌唱時常常充滿著熱情，歌曲均帶有熱血的風格。而成員／編曲者／錄音樂手中不乏搖滾、重金屬背景出身者，令他們的作品充滿生氣和力量。因此廣泛受到日本動畫歌曲、機器人愛好者們的好評。在日本以至世界各地都有一定數量的支持者。
初期成員為水木一郎、影山浩宣、松本梨香、坂本英三及遠藤正明。在2002年8月北谷洋及2003年3月時奧井雅美、福山芳樹宣佈加入。然而，水木一郎和坂本英三在後期因私人理由停止了和JAM Project有關的工作。2004年，招募了巴西籍歌手Ricardo Cruz加入，成為不定期成員。
2007年4月：水木一郎參加了鋼鐵神吉克片頭曲的單曲CD「STORMBRINGER」的錄音工作，是他發表非常勤宣言以來初次參加JAM Project的活動。
2010年9月：9月17日 MAXIMIZER Tour武道館公演第一天，水木一郎、坂本英三及Ricardo Cruz參與友情演出。

## 成員

### 現有成員
影山浩宣
JAM Project的初期成員，同時亦是該組合的發起人。在作詞和作曲上顯得非常積極，JAM Project大部分的歌曲都是由他創作。
遠藤正明
JAM Project的初期成員，歌聲數一數二有力，同時也是積極推廣動畫歌曲的其中一個歌手。
北谷洋
以演唱動畫「ONE PIECE」片頭曲「ウィーアー!」（We Are!）的動畫歌手「きただにひろし」身分出道。
在2002年6月的2nd Live時加入JAM Project，通常其他成員會叫他做DANY。
奧井雅美
在2003年3月第二期JAM Project招募時加入，在加入前有十年的動畫歌曲演唱資歷。擁有作詞、作曲的能力，以Little Wing一曲正式在JAM Project展露頭角。奧井在JAM Project中主要是加深與松本梨香的女聲合唱。
福山芳樹
和奧井雅美同期加入JAM Project，擁有作詞、作曲的能力，與奧井皆為加深、加廣JAM Project的歌曲層面。代表作為超時空要塞(Macross 7)中的歌曲。

### 準成員
Ricardo Cruz
2004年加入JAM Project的巴西籍成員，不定期參與錄音及演出。參與作品包括、「GONG」、「STORMBRINGER」、「レスキューファイアー」等。

### 過往成員
水木一郎
JAM Project的初期成員，被稱作「Aniki」(大哥)的他，是一個熱血系動畫歌手，在組合中擔當著指導各年輕成員的角色。然而因事務繁忙的關係，在2003年3月的2nd Live時發表「非常勤」宣言，淡出JAM Project；後來在2022年12月因肺癌而病逝。
坂本英三
JAM Project的初期成員，漢字名坂本英三，在某段時間內用此平假名參與藝能界活動。擅長操縱其破壞性的高嗓音。同時亦是日本金屬樂隊ANTHEM、ANIMETAL的主音歌手。受到水木一郎的呼召而加入JAM Project。後來在2003年3月時離開JAM Project，同期在他本人的網站上，將JAM Project的工作寫成「畢業」。
松本梨香
JAM Project的初期成員，身兼演員、聲優和歌手身份。2008年4月7日在JAM Project官網發出「活動休止」宣言，隔天4月8日亦出現個人網頁版宣言在個人網頁上。

## 歷年作品
| 錄音室專輯 - BEST Project~JAM Project BEST COLLECTION~ (2002) - FREEDOM~JAM Project BEST COLLECTION Ⅱ~ (2003) - JAM-ISM~JAM Project BEST COLLECTION Ⅲ~ (2004) - Olympia~JAM Project BEST COLLECTION Ⅳ~ (2006) - Big Bang~JAM Project BEST COLLECTION Ⅴ~ (2007) | - Get over the Border~JAM Project BEST COLLECTION Ⅵ~ (2008) - SEVENTH EXPLOSION~JAM Poject BEST COLLECTION Ⅶ~ (2009) - GOING!!~JAM Poject BEST COLLECTION Ⅷ~ (2011) - JAM Project BEST COLLECTION IX THE MONSTERS (2012) | 原創專輯 - JAM FIRST PROCESS (2002) - MAXIMIZER～Decade of Evolution～(2010) - THUMB RISE AGAIN (2013) |  |

## 演唱會
- JAM Fight! Live in JAPAN

(2001年11月24日／澀谷ON AIR EAST)
- JAM second mission EVOLUTION

(2002年8月10日／SIBUYA-AX)
- JAM Project 3rd LIVE 震撼 ～Return to the Chaos～

(2003年9月28日／澀谷公會堂)
- JAM Project 4th LIVE　VICTORY～a once in a lifetime chance～

(2004年10月8日／難波HATCH)
(2004年10月16日／日比谷野外音樂堂)
- JAM Project 結成5週年記念 LIVE KING GONG

(2005年10月22日／大阪城野外音樂堂)
(2005年10月30日／日比谷野外音樂堂)
- JAM Project JAPAN CIRCUIT 2007 BREAK OUT

(2007年1月8日／名古屋愛知厚生年金會館)
(2007年1月13日／福岡縣・Zepp Fukuoka)
(2007年1月14日／大阪市・NHK大阪音樂廳)
(2007年1月20日、21日／東京都・厚生年金會館)
(2007年1月27日／仙台市・Zepp Sendai)
(2007年2月18日／東京都・厚生年金會館)
- JAM Project LIVE JAPAN FLIGHT 2008 No Border

(2008年2月2日/埼玉縣・戶田市文化會館)
(2008年2月11日/名古屋市・Zepp Nagoya)
(2008年2月16日・2月17日/大阪市・NHK大阪音樂廳)
(2008年3月2日/東京都・NHK音樂廳)
(2008年3月20日(追加公演)/大阪市・Festival Hall)
(2008年4月3日(追加公演)/東京都・NHK音樂廳 )
- JAM Project WORLD FLIGHT 2008　No Border

(2008年6月1日／台灣・台北市台灣大學綜合體育館3F)
(2008年7月20日／巴西・聖保羅，Anime Friends活動)
(2008年8月8日／美國・巴爾的摩，Otakon活動)
(2008年9月20日／韓國 DOM Art Hall(Children's Grand Park)
(2008年10月2日／北京・星光現場)
(2008年10月5日／上海・盧灣體育館)
(2008年10月7日／香港・九龍灣國際展貿中心「匯星」)
(2008年10月19日／墨西哥・墨西哥市，Expo Manga Comic TNT16 )
(2008年10月31日／法國・巴黎，Chibi Japan Expo)
(2008年11月1日・11月2日／西班牙・巴塞隆納，XIV SALON DEL MANGA)
- JAM Project Hurricane Tour 2009 Gate of the Future

(2009年4月11日/埼玉縣・三鄉市文化會館)
(2009年4月18日/大阪市・大阪厚生年金會館大音樂廳)
(2009年4月19日/名古屋市・愛知縣藝術劇場大音樂廳)
(2009年4月25日/福岡縣・Zepp Fukuoka)
(2009年5月4日/札幌縣・Zepp Sapporo)
(2009年5月6日/仙台市・Zepp Sendai)
(2009年5月16日/韓國・MELON AX)
(2009年5月23日/新潟縣・新潟縣民會館大音樂廳)
(2009年5月30日、5月31日/台灣・台北市台灣大學綜合體育館1F)
(2009年6月12日/東京都・日本武道館)
- JAM Project LIVE 2010 10th Anniversary Tour MAXIMIZER~ Decade of Evolution ~

(2010年6月12日/埼玉縣・三鄉市文化會館)
(2010年6月13日/名古屋市・愛知縣藝術劇場大音樂廳)
(2010年6月19日/札幌縣・Zepp Sapporo)
(2010年6月24日/千葉縣・市川市文化會館大音樂廳)
(2010年6月26日/栃木縣・那須鹽原市黑磯文化會館大音樂廳)
(2010年6月27日/仙台市・仙台市泉文化創造中心大音樂廳)
(2010年7月1日/神奈川縣・神奈川縣民中心大音樂廳)
(2010年7月3日/德島縣・鳴門市文化會館)
(2010年7月4日/廣島市・アステールプラザ（ASTERPLAZA）)
(2010年7月11日/福岡縣・Zepp Fukuoka)
(2010年7月17日、18日/大阪市・NHK大阪音樂廳)
(2010年7月19日/兵庫縣・神戶國際會館國際中心)
(2010年7月24日/新潟縣・新潟縣民會館大音樂廳)
(2010年7月25日/靜岡縣・靜岡市民文化會館中音樂廳)
(2010年8月21日/台北・板橋市・板橋市立體育館)
(2010年9月4日/韓國・首爾・光雲大學校文化館大劇場)
(2010年9月17日/東京都・日本武道館/REUNION 特別來賓:水木一郎、坂本英三、Ricardo Cruz)
(2010年9月18日/東京都・日本武道館/Domestic Final)
(2010年9月23日/香港・九龍灣國際展貿中心「匯星」)
- JAM Project Symphnic Concert 2011

(2011年2月3日、4日/東京都・東京藝術劇場/音樂監督・指揮:服部隆之/演奏：Theater Orchestra Tokyo)
- JAM Project GO！GO！GOING !!〜不滅のZIPANG〜/ ARIGATO TOMODACHI

(2011年10月22日、23日／東京・東京国際forum Hall)
(2011年12月1日／香港・九龍灣國際展貿中心「匯星」)
(2011年12月3日、4日／台灣台北・studio18)
(2011年11月6日／高知・BAY5 SQUARE)
(2011年11月12日／栃木・那須塩原市黑磯文化會館)
(2011年11月13日／仙台・電力ホール)
(2011年12月18日／福岡・Zepp Fukuoka)
(2012年1月7日／廣島・廣島ASTERPLAZA廣場)
(2012年1月8日／名古屋・愛知縣藝術劇場)
(2012年1月14日／尼崎・尼崎綜合文化中心)
(2012年1月15日／神戸・神戶國際會館)
(2012年1月21日／札幌・Zepp Sapporo)
(2012年1月28日／東京・日本武道館)

## 外部連結
- JAM Project官方網站
- JAM Project官方網站(舊站存檔)
- Lantis發售CD介紹頁面
- YouTube上的Lantis Global Channel頻道
- JAM Project的X（前Twitter）